# Greencastle (Indiana)
Greencastle – miasto w Stanach Zjednoczonych, w stanie Indiana, siedziba administracyjna hrabstwa Putnam.